# Bust de Guillermo Schulz
L'escultura urbana coneguda pel nom Bust de Guillermo Schulz, ubicada a l'entrada de la Facultat d'Enginyers de Mines (C/ Independencia), a la ciutat d'Oviedo, Principat d'Astúries, Espanya, és una de les més d'un centenar que adornen els carrers de l'esmentada ciutat espanyola.
El paisatge urbà d'aquesta ciutat, es veu adornat per obres escultòriques, generalment monuments commemoratius dedicats a personatges d'especial rellevància en un primer moment, i més purament artístiques des de finals del segle xx.
L'escultura, feta a bronze, és obra de José Gragera Herboso, i està datada 1898. Va ser el 26 d'agost de 1898 quan a oferiment de la Diputació Provincial, l'Ajuntament d'Oviedo decideix disposar del bust de bronze esculpit en homenatge a l'enginyer de mines Guillermo Schulz, que se li atorgava en dipòsit. És per això que es col·loca l'esmentat bust sobre la columna meteorològica, la qual se situava a la plaça de Riego, convertint-se d'aquesta manera en pedestal d'aquest. A 1993 es decideix cedir el bust del geòleg alemany a la Universitat d'Oviedo per ser col·locat a l'entrada de l'Escola Superior de Mines que està situada al carrer Independencia, lloc actual de seu emplaçament; mentre que en el seu original ubicació s'instal·la un bust del militar asturià Rafael del Riego, com a part dels actes de l'homenatge a aquest il·lustre fill de Tinéu que dona nom a la plaça on es troba l'escultura urbana del seu bust, que a més és obra de José Antonio Nava Iglesias.